# ایگلو اوسک گوستافسدوتیر

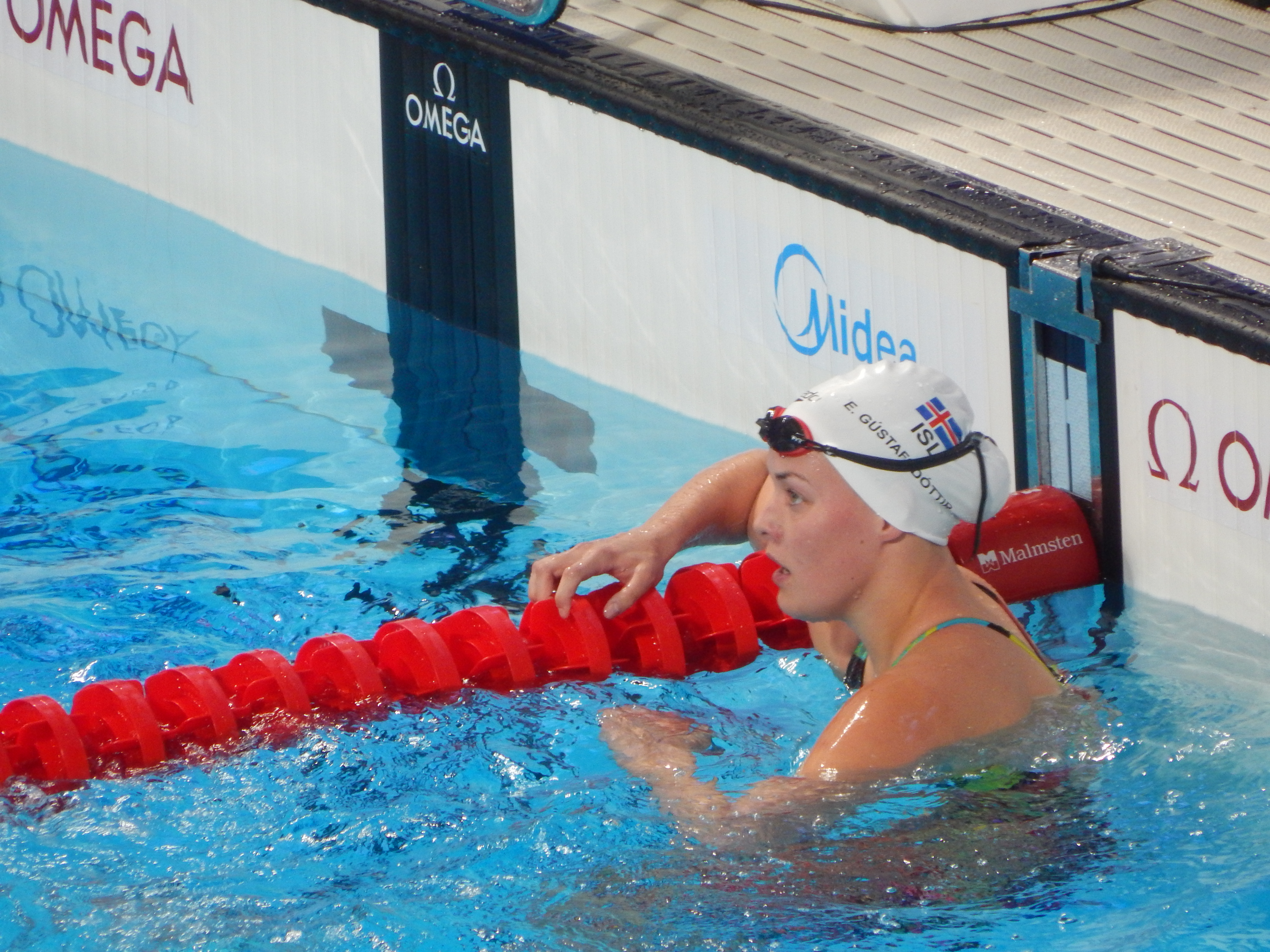
Kazan 2015

ایگلو اوسک گوستافسدوتیر (به انگلیسی: Eygló Ósk Gústafsdóttir) (زادهٔ ۱ فوریهٔ ۱۹۹۵) شناگر اهل ایسلند است.